# Voorlopig Congres van de Geconfedereerde Staten van Amerika

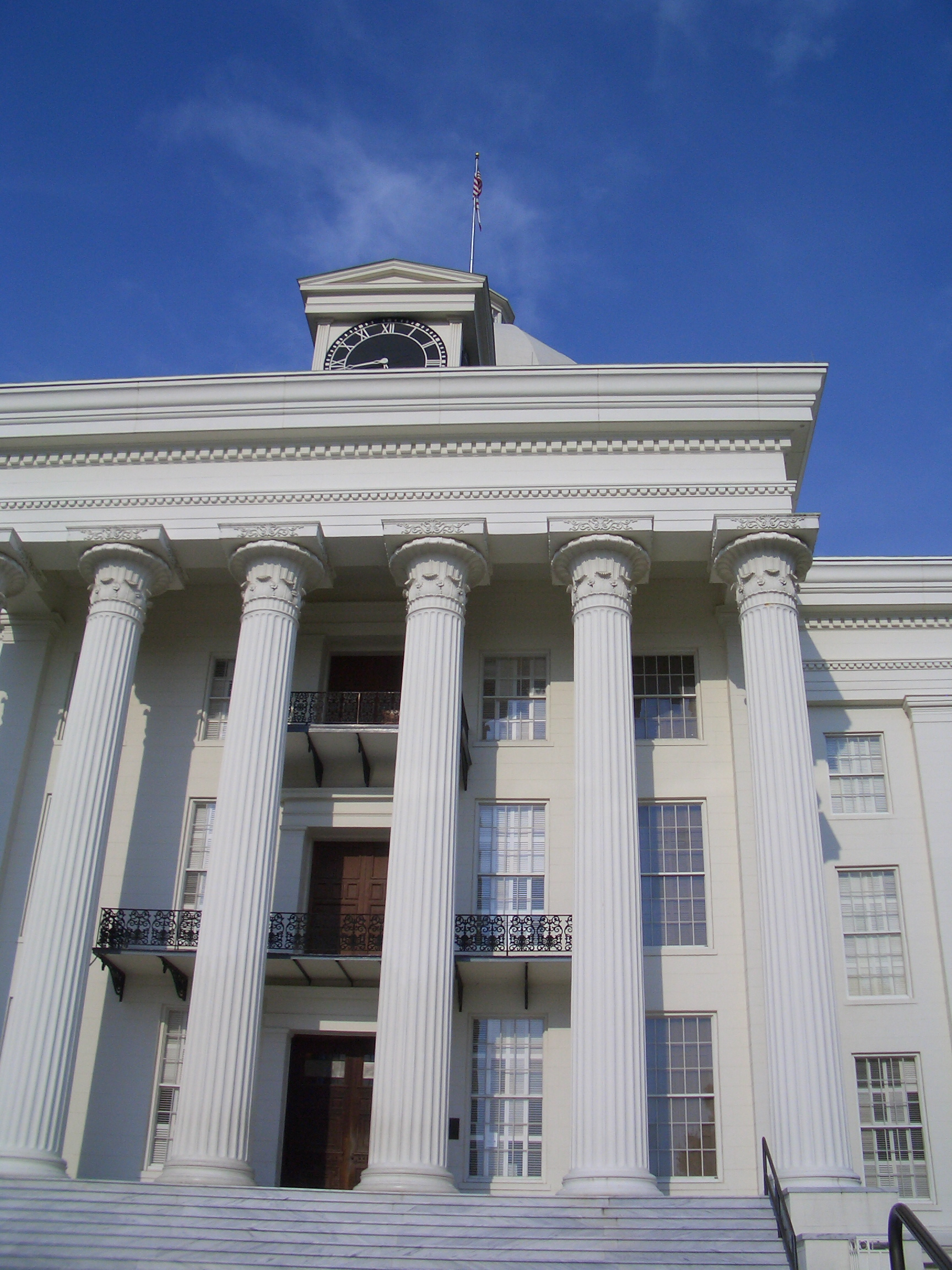
Het Voorlopig Congres kwam aanvankelijk bijeen in het Capitol van Alabama te Montgomery

Het Voorlopig Congres van de Geconfedereerde Staten van Amerika (Engels: Provisional Congress of the Confederate States of America) is het voorlopig parlement van de Geconfedereerde Staten van Amerika.

## Geschiedenis
Het Voorlopig Congres kwam na de afscheiding van de zuidelijke staten Alabama, Louisiana, Florida, Mississippi, Georgia, South Carolina en Texas en de stichting van de Geconfedereerde Staten van Amerika (CSA) op 4 februari 1861 in Montgomery, Alabama bijeen. Zij bestond uit één kamer en telde 50 leden, die werden aangeduid als gedeputeerden. Het Voorlopig Congres kwam in twee sessies in Montgomery bijeen en koos de president (18 februari 1861), ontwierp de vlag van de CSA (5 maart 1861) en keurde de grondwet goed (11 maart 1861).
Na de afscheiding van nog eens vier staten (Virginia, Arkansas, Tennessee en North Carolina) kwam het Voorlopig Congres in haar nieuwe samenstelling in nog drie sessies bijeen in de nieuwe hoofdstad van de Confederatie, Richmond, Virginia. De leden van het uitgebreide Voorlopig Congres kregen nu de naam afgevaardigden.

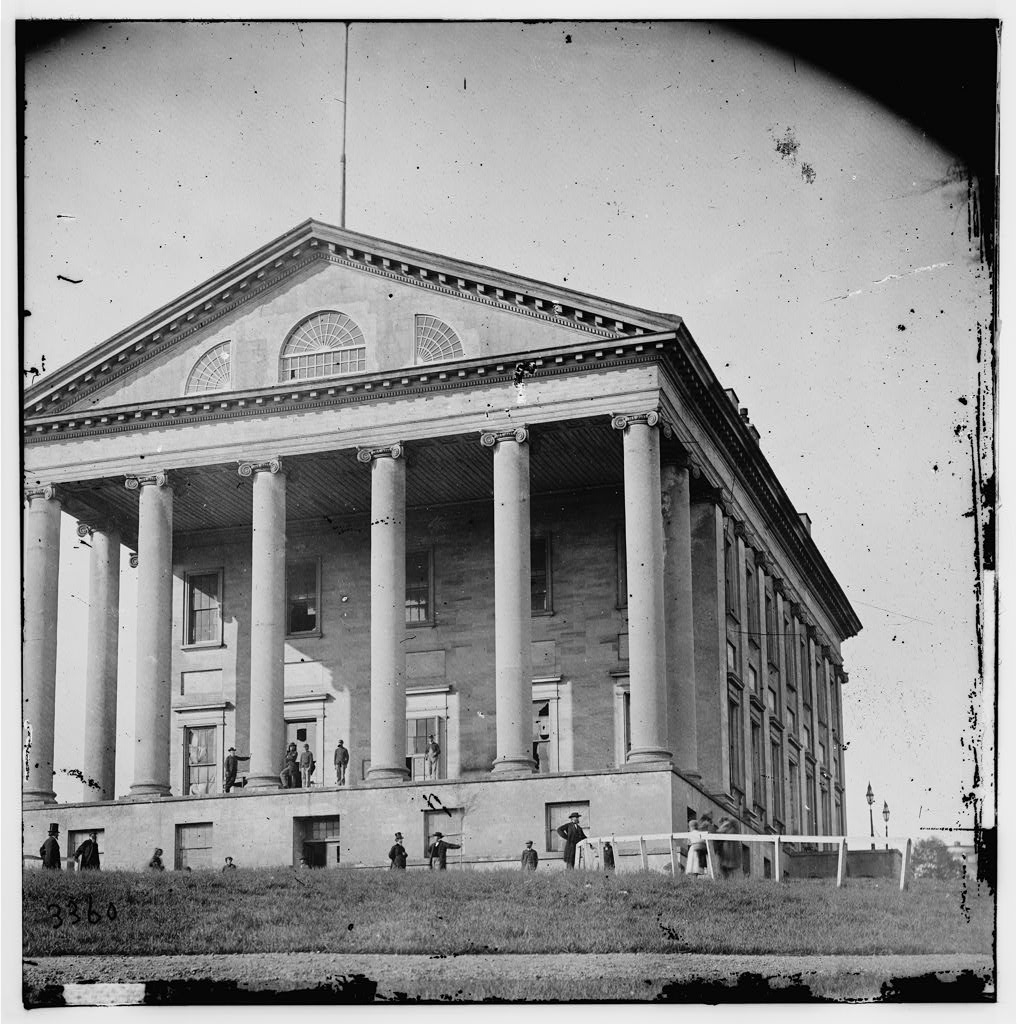
Het Voorlopig Congres kwam vanaf 20 juli 1861 in Richmond, Virginia bijeen in het Capitol van Virginia

### Congres van de Geconfedereerde Staten van Amerika
Omdat de grondwet voorzag in een tweekamerstelsel, werden er op 6 november 1861 verkiezingen plaats voor het Congres van de Geconfedereerde Staten van Amerika (Congress of the Confederate States of America). Op 18 februari 1862 kwam het nieuwe Congres voor het eerst bijeen.

## Sessies
- 1ste sessie: 4 februari 1861 - 16 maart 1861 (Richmond, Alabama)
- 2de sessie: 29 april 1861 - 21 mei 1861 (Montgomery, Alabama)
- 3de sessie: 20 juli 1861 - 31 augustus 1861 (Richmond, Virginia)
- 4de sessie: 3 september 1861 (afgebroken; Richmond, Virginia)
- 5de sessie: 18 november 1861 - 17 februari 1862 (Richmond, Virginia)

## Leiderschap
| Afbeelding                                      | persoon                           | periode                            |
| ----------------------------------------------- | --------------------------------- | ---------------------------------- |
| Voorzitter President                            |                                   |                                    |
| Howell Cobb                                     | Howell Cobb                       | 4 februari 1861 - 17 februari 1862 |
| Voorzitters pro tempore Presidents pro tempore  |                                   |                                    |
| Robert Woodward Barnwell                        | Robert Woodward Barnwell          | 4 februari 1861 - 17 februari 1862 |
| Zegel van de Geconfedereerde Staten van Amerika | Thomas Stanley Bocock             | 4 februari 1861 - 17 februari 1862 |
| Zegel van de Geconfedereerde Staten van Amerika | Josiah Abigail Patterson Campbell | 4 februari 1861 - 17 februari 1862 |